# Austrohahnia
Genre
Austrohahnia est un genre d'araignées aranéomorphes de la famille des Hahniidae.

## Distribution
Les espèces de ce genre sont endémiques d'Argentine.

## Liste des espèces
Selon World Spider Catalog (version 17.0, 13/06/2016) :
- Austrohahnia catleyi Rubio, Lo-Man-Hung & Iuri, 2014
- Austrohahnia melloleitaoi (Schiapelli & Gerschman, 1942)
- Austrohahnia praestans Mello-Leitão, 1942

## Publication originale
- Mello-Leitao, 1942 : Arañas del Chaco y Santiago del Estero. Revista del Museo de La Plata (N.S., Zoología), vol. 2, p. 381-426.